# Eberhard Robke
Eberhard Robke (* 1936 in Wuppertal) ist ein deutscher Unternehmer, Politiker und Kunstförderer.

## Leben und Werk
Robke ist Geschäftsführer beim Verpackungshersteller August Pohli GmbH & Co. KG.
Der Politiker Robke trat am 1. Juni 1957 zusammen mit Johannes Rau in den SPD-Ortsverein Wichlinghausen ein und stand später den Wuppertaler Jungsozialisten vor. Ab 1969 war er Mitglied des Stadtrats und von 1982 bis 1984 Vorsitzender der SPD-Ratsfraktion. Unter Robkes Vorsitz im Schulausschuss und in der Bühnenkommission ab 1975 wurden die Intendanten Hanno Lunin, Hellmuth Matiasek und Jürgen Fabricius ausgesucht. Im Jahr 1994 zog er sich aus der Politik zurück.
Robke ist seit 1989 im Vorstand des Kunst- und Museumsvereins und seit 1990 dessen Vorsitzender. Im Dezember 2005 gründete er zusammen mit seiner Frau die Renate und Eberhard Robke-Stiftung zum Erwerb zeitgenössischer Kunst ab 1950, mit einem Stiftungskapital von einer Million Euro. Seit den 1980er Jahren macht er sich um Rückholungen, Reauktionierungen oder Neuankäufe bedeutender Kunstwerke verdient. So konnte beispielsweise 1986 auf seine Initiative hin das Bild Marktkirche von Halle von Lyonel Feininger für das Von der Heydt-Museum erworben werden, und im Dezember 2005 erfolgte die Übergabe von Bernhard Heisigs Pflichttäter an den Kunst- und Museumsverein. Im Jahr 2005 schenkte Robke der Stadt Wuppertal Friedrich Werthmanns Skulptur Entelechie II. Auch das Ölgemälde Felsige Flusslandschaft des Frankfurter Malers Otto Scholderer aus dem Jahr 1863 konnte wieder in die Sammlung aufgenommen werden.

## Ehrungen
Eberhard Robke wurde im November 2006 mit dem Ehrenring der Stadt Wuppertal ausgezeichnet. Er bedankte sich mit der Ankündigung, im Gegenzug 25 Stühle à 750 Euro für das neue Opernhaus Wuppertal zu stiften.